# Kernmodell (Metamodellierung)
Ein Kernmodell ist die einfache, modellmäßige Beschreibung von grundlegenden Konzepten und Zusammenhängen die einen allgemeinen Aspekt von technischen Systemen betreffen. Kernmodelle sind Spezialfälle von Metamodellen.
Der Begriff "Kernmodell" ist so zu verstehen, dass der gemeinsame Kern einer Vielzahl von Systemmodellen erfasst wird. Das Kernmodell ist aber selbst kein Modell konkreter Systeme. 
Es ist für Kernmodelle charakteristisch, dass sie nur genau auf die beschriebene Art realisiert werden können.
Ähnliche Ideen wie die des Kernmodells sind in vielen technischen Anwendungsbereichen zu finden, beispielsweise Konstruktionskataloge im Maschinenbau, Entwurfsmuster in der Softwareentwicklung und der Architektur oder auch Geschäftsmodelle in der Betriebswirtschaftslehre.

## Begriffsabgrenzung
In Abgrenzung zum allgemeineren Metamodell gilt, dass sofern ein konkretes System ein Kernmodell realisiert, die Beschreibung des Kernmodells in jedem Fall vollständig auf dieses System zutrifft. 
In dieser Hinsicht lassen sich Kernmodelle auch von Referenzmodellen und Entwurfsmustern abgrenzen, die weitreichend anerkannte Muster beschreiben, aber nicht grundsätzlich alternativlos sind. Referenzmodelle sind typischerweise auf kleinere Anwendungsdomänen beschränkt als Kernmodelle.

## Beispiele
- Flexibilitätsmodell
- Schutz- und Sicherheitsmodell
- Integrationsmodell